# Morter
Morter (in croato: Murter) è un'isola della Croazia, situata di fronte alla costa dalmata a nord-ovest di Sebenico, al cui arcipelago appartiene. Amministrativamente appartiene alla regione di Sebenico e Tenin ed è divisa nei due comuni di Morter-Incoronate (che comprende anche gran parte delle isole Incoronate) e Stretto (in parte anche sulla terraferma). I centri abitati dell'isola sono: Bettina (Betina), Morter (Murter), Stretto (Tisno), Gessera (Jezera). A Stretto, un ponte levatoio collega l'isola alla terraferma.
Nel censimento del 2011, la popolazione totale dell'isola era di 4 895.

## Geografia
Morter si trova vicina e parallela alla costa dalmata, da cui è divisa dal canale di Morter (Murterski kanal) e dalla baia di Slosella a nord-est. L'isola, che ha una lunghezza di circa 11 km da punta Crnikovac a punta Rat (rt Rat), ha una superficie di 17,58 km²; il suo sviluppo costiero è di 42,605 km, l'altezza massima è quella del monte Raducci (Raduć), 125 m, situato ad ovest del villaggio di Morter. Le coste sono frastagliate con molte insenature, la maggiore delle quali è valle Gramina (uvala Hramina), a nord, tra punta Crnikovac e punta Gradina (rt Gradina); a est di punta Gradina si trova porto Bettina (uvala Zadrače). Tra le altre baie maggiori ci sono valle Lovišća a ovest di Stretto; porto Gessera (uvala Jezera) chiamato anche porto Gesserà; e, sul lato sud-ovest, valle San Nicolò (uvala Sv. Nikola) e valle Cossirina (uvala Kosirina).
L'isola è formata da calcare cretaceo e in parte da dolomie. La zona di nord-ovest con sedimenti marnosi è particolarmente fertile e vi sono stati scavati numerosi pozzi artesiani; nelle zone di dolomie ci sono diverse sorgenti.

### Isole adiacenti

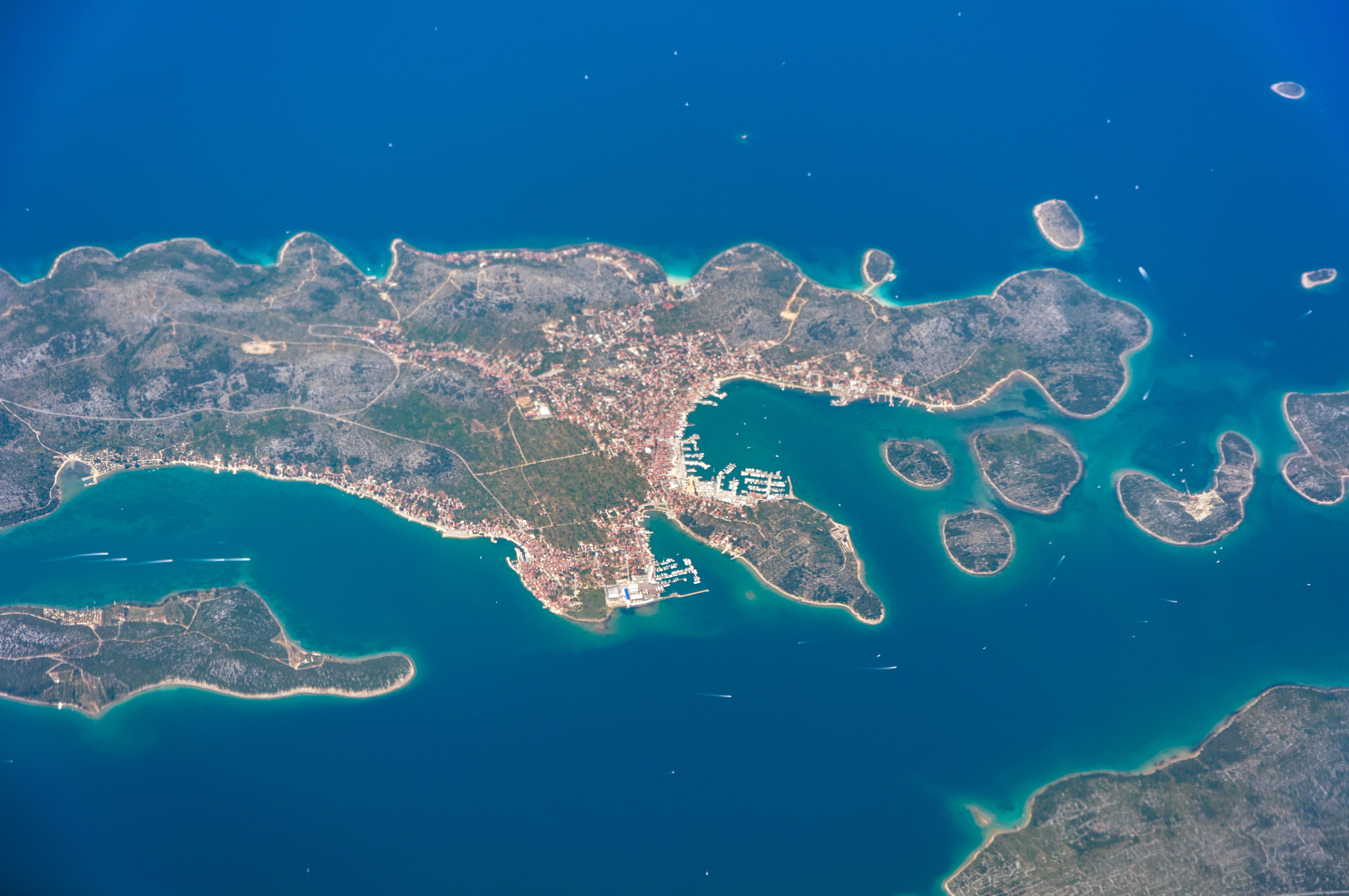
La parte settentrionale di Morter con valle Gramina e gli isolotti Vinik, Teghina e Radel.

- Morvegne (Murvenjak), a ovest della punta settentrionale.
- Vergada (Vrgada), a nord-ovest.

Isolotti adiacenti alla parte settentrionale di Morter che appartengono al comune di Morter-Incoronate:
- scoglio Vercles[13] o Camiciak[14] (hrid Mišine), si trova al largo, a circa 1 km[9] dalla costa nord-ovest di Morter ed è dotato di un segnale luminoso[15]; ha una superficie di 0,0018 km²[12] 43°48′44″N 15°33′52″E.
- Prisgnago[3], Prisniak[14], Brisgnach[16] o Brisgnak[17] (Prišnjak), isolotto di forma ovale, 180 m[9] a sud-ovest della punta nord-ovest di Morter; ha una superficie di 0,065 km²[1] e uno sviluppo costiero di 1,01 km[1]. Sul lato sud-ovest dell'isolotto c'è un faro costruito nel 1886[18] 43°49′35″N 15°33′35″E.
- Oliveto[19] o Maslignak[14][17] (Maslinjak), scoglio lungo circa 220 m[9] situato circa 800 m a nord-ovest della punta nord-occidentale di Morter; ha una superficie di 0,015 km²[1], uno sviluppo costiero di 0,5 km[1] 43°50′13″N 15°33′17″E.
- Arta Grande (Arta Vela), a nord-nord-ovest.
- Arta Piccola (Arta Mala), a nord-nord-ovest.
- Radel (Radelj) a sud-est di Arta Grande.
- Simignago (Zminjak), a nord-est della punta nord-occidentale di Morter.
- scogli Vinik (Vinik Veliki e Vinik Mali), nella valle Gramina.
- Teglina (Tegina), a nord-est degli scogli Vinik.

Isolotti adiacenti alla parte meridionale di Morter che appartengono al comune di Stretto:
- Santo Stefano (Sustipanac), si trova 2 km a est di Bettina, nella baia di Slosella (Pirovački zaljev).

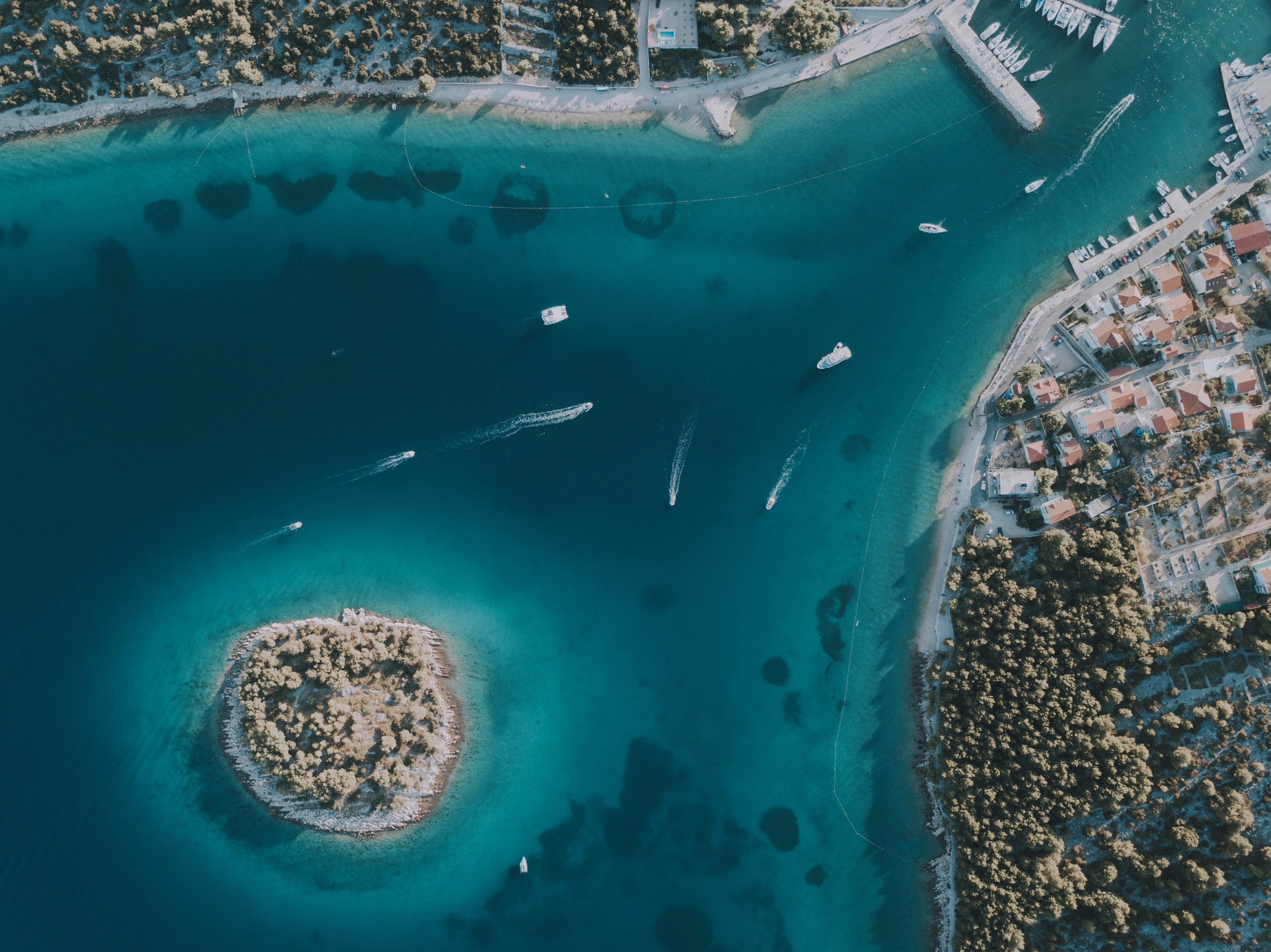
Val Gessera e l'isolotto Scoglio.

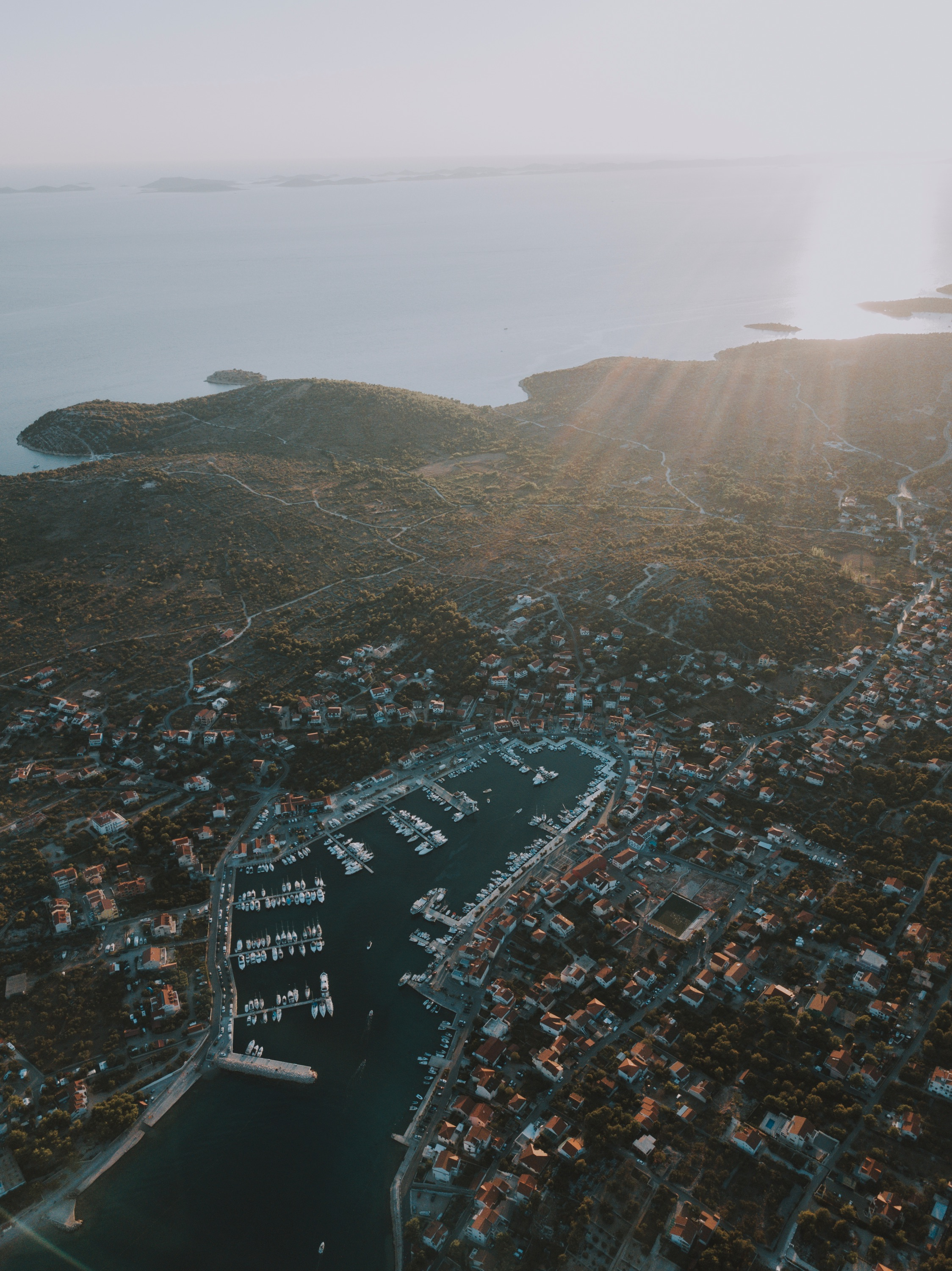
Il porto di val Gessera. In alto a destra l'isolotto Stipanello.

- Luttaz (Ljutac), nella parte sud-orientale del canale di Morter.
- Boronigo (Borovnik), isolotto a sud-est di Luttaz.
- isolotto Scoglio[3] o Scoglich[14] (Školjić), di forma rotonda, con un diametro di circa 120 m[9] e un'area di 0,011 km²[12], si trova all'ingresso di porto Gessera 43°47′02″N 15°39′11″E.
- Gerbosniac (Hrbošnjak), nella parte meridionale del canale di Morter.
- Bisaccia (Bisaga), tra Gerbosniac e Mimognago.
- Mimognago[20], Mimognac[21], Mimognak[14] o Mimognach[17] (Mimonjak), isolotto rotondo nella parte meridionale del canale di Morter, tra Bisaccia e la costa dalmata: dista 160 m[9] da punta Obinus Piccola[22] (rt Obinuš mali). Ha una superficie di 0,024 km²[1], uno sviluppo costiero di 0,55 km[1] e un'altezza di 23 m[9] 43°46′43″N 15°40′56″E.
- Oliveto (Maslinjak), a sud di Bisaccia. Sull'isolotto c'è un piccolo faro a sud-ovest[23].
- scogli Drasenachi (Dražemanski Veliki e Mali), a sud-est di punta Rat.
- scogli Coccogliari (Kukuljari), a sud-ovest.
- Stipanello[14] o isolotto Scoglio[24] (Tužbina), piccolo isolotto a sud di valle Cossirina; ha una superficie di 0,012 km²[1], uno sviluppo costiero di 0,45 km[1] e un'altezza di 11 m[9] 43°47′22″N 15°36′30″E.

## Storia
Menzionata da Tolomeo come Scardon, assunse il nome di Insula Mortarii, derivato forse dal latino mortarium (mortaio); fu abitata da Illiri e Romani. Ai piedi della collina Gradina ci sono tracce, per lo più sommerse, dell'insediamento romano di Collentum.
Divenne veneziana nel XV sec.. Esistevano già nel XIII sec. i due villaggi di Morter e Gessera, mentre Bettina e Stretto risalgono probabilmente al XVI sec. in seguito all'arrivo dei fuggiaschi dalla terraferma, al tempo delle invasioni turche.
Secondo lo storico Giotto Dainelli, fino alla fine del XIX secolo nel paese di Morter vi era ancora una piccola minoranza italiana.

### Cartografia
- (HR) Mappa topografica della Croazia 1:25000, su preglednik.arkod.hr. URL consultato il 29 dicembre 2016.
- G. Giani, Carta prospettiva delle Comuni censuarie della Dalmazia, foglio 6, 1839. Fondo Miscellanea cartografica catastale, Archivio di Stato di Trieste.
- Carta di cabottaggio del mare Adriatico, foglio VII, Milano, Istituto geografico militare, 1822-1824. URL consultato il 29 dicembre 2016 (archiviato dall'url originale il 13 aprile 2013).